# Ulica Włóczków w Krakowie
Ulica Włóczków – ulica w Krakowie, w dzielnicy VII Zwierzyniec, na Półwsiu Zwierzynieckim.
Łączy ulicę Kornela Ujejskiego z ulicą Tadeusza Kościuszki. Jest jednojezdniowa.

## Historia
W pierwszej połowie XIX wieku, w miejscu dzisiejszej ulicy znajdowały się tzw. okopy – fortyfikacje, wybudowane w latach 1796–1802. Fortyfikacje te z czasem straciły na znaczeniu i około połowy XIX wieku zostały zastąpione innymi, bardziej jak na owe czasy nowoczesnymi umocnieniami.
Ulica w obecnym kształcie została wytyczona w XX wieku, jeszcze przed włączeniem Półwsia Zwierzynieckiego (będącego wcześniej osobną miejscowością) do Krakowa w 1909 roku i nosiła wówczas obecną nazwę, którą Rada Miasta Krakowa oficjalnie zatwierdziła w 1912 roku. Nazwa ta związana jest z istniejącym od średniowiecza bractwem włóczków, którzy zajmowali się spławianiem drewna na Wiśle.